# در جاده
در جاده (به انگلیسی: On the Road) یک رمان از نویسنده آمریکایی جک کرواک است که در سال ۱۹۵۷ توسط وایکینگ پرس منتشر شد. این رمان نوعی خودزندگی‌نامه و حاصل تجربیات کرواک در ملاقات با مردم در سرتاسر آمریکا است. این کتاب در رتبه ۵۵ صد رمان برتر به انتخاب کتابخانه مدرن قرار دارد.

## خلاصه داستان
این کتاب روایت سفر ادیسه‌وار جوانی به نام سالواتوره پارادایس (سل، سلی) است. نویسنده‌ای که پس از طلاق از همسرش، سرخورده و افسرده، بر آن می‌شود تا دلش را به دست جاده‌های آمریکا بسپارد و می‌کوشد از این راه، معنا و مفهومی برای زندگی پوچ خویش بیابد. در این بین با جوانی کوچک‌تر از خود اما کلّاش و متقلب به نام دین موریارتی آشنا می‌شود و چنان تحت تأثیر دیوانه‌بازی‌ها و مرام آشوب‌گرانۀ او قرار می‌گیرد که زندگی را بدون او عاری از هرگونه لذتی می‌یابد. دین نیز در لابه‌لای این همه هیاهو هدفی مهم‌تر دارد و آن یافتن پدر گم‌شده‌اش است که با نام دین موریارتیِ پیر از او یاد می‌شود. در ادامه، ارتباط مراد و مریدگونه‌ای میان دو جوان شکل می‌گیرد که درون‌مایهٔ اصلی «در جاده» را تشکیل می‌دهد. رابطه‌ای که به گونه‌ای، ریشه در روایت توراتی خضر و موسی دارد.

## الهام‌گیری
جک کرواک، رمان در جاده را بر پایه خاطرات شخصی خود از سفر جاده‌ای‌اش از نیویورک به مکزیکو سیتی نوشت. نیل کسدی همراه جک کرواک در این سفر و الهام‌بخش شخصیت موریارتی بود. او از یادداشت‌هایی که در این سفر نوشته بود بعدا برای نوشتن دیگر رمان‌هایش نیز استفاده کرد. جک کرواک، رمان در جاده را در سه هفته در آوریل ۱۹۵۱ بر روی یک رول کاغذ به طول ۳۶/۵ متر و به شکل یک پاراگراف طولانی بدون ویرگول نوشت. بعدها اصل این رول به نمایش گذاشته شد.

## انتشار
یافتن انتشاراتی برای چاپ این داستان، ۶ سال طول کشید. اما سه هفته پس از چاپ، به کتاب مقدس نسل بیت بدل شد.

## انتقادها
در جاده، داستانی مردسالارانه است. جک کرواک، همجنس‌گراها مسخره می‌کند و با زنان و سیاه‌پوستان آمریکا خوش‌رفتار نیست.

## فیلم
در سال ۲۰۱۲ والتر سالس فیلمی به نام «در جاده» بر پایه این رمان ساخت. این فیلم نامزد دریافت نخل طلا در جشنواره فیلم کن ۲۰۱۲ بود.

## ترجمه فارسی
علاقه مردم ایران به رمان «در جاده» تا جایی بود که چند برگردان، آنرا به فارسی، برگردان کردند. برگردان یاشین آزادبیگی در سال ۱۳۹۵ در انتشارات کوله‌پشتی در ۴۹۶ صفحه، برگردان احسان نوروزی در سال ۱۳۹۴ در نشر چشمه، و برگردان محمد رزازیان از انتشارات سرزمین اهورایی از نمونه این برگردان‌ها هستند.